# Nabesna (Alaska)
Nabesna (Ahtna: Nabaesna’; Upper Tanaina: Naambia Niign Daacheeg) ist ein Ort und ein census-designated place (CDP) in der Copper River Census Area in Alaska in den Vereinigten Staaten. Das U.S. Census Bureau hatte bei der Volkszählung 2020 eine Einwohnerzahl von 2 ermittelt. Nabesna ist nicht zu verwechseln mit dem ehemaligen Indianerdorf Nabesna Village am Nabesna River gegenüber von Northway Village.

## Geographie
Nabesna befindet sich am Ende der Nabesna Road, einer 70 km langen Stichstraße, die bei Slana vom Tok Cut-Off (Alaska Route 1) nach Osten abzweigt. Nabesna befindet sich 130 km ostnordöstlich von Glennallen. Die 902 m hoch gelegene verlassene Bergwerkssiedlung liegt am Südost-Fuß des 1880 m hohen White Mountain 6 km vom Nabesna River entfernt. 3 km weiter nördlich liegt die Devils Mountain Lodge mit einer Schotterpiste als Landebahn. Das Nabesna CDP befindet sich in der Wrangell-Saint Elias National Preserve. Das Nabesna CDP grenzt im Nordwesten an das Slana CDP.

## Geschichte
Der Ort Nabesna geht auf ein Bergbau-Camp der Nabesna Mining Co. zurück. Im Jahr 1909 eröffnete ein Postamt in Nabesna. Nabesna erschien erstmals beim Zensus 1930 als „unincorporated village“. Es erschien noch in den Jahren 1940 und 1950. Danach tauchte Nabesna erst wieder beim Zensus 2010 auf, dann als ein census-designated place. Die verlassene Bergwerkssiedlung sowie das Bergwerk gehören zum 1979 gegründeten Nabesna Gold Mine Historic District.

## Demografie
Zum Zeitpunkt der Volkszählung im Jahre 2020 (U.S. Census 2020) hatte Nabesna 2 Einwohner auf einer Landfläche von 415,06 km². Beim Zensus 2010 wurde eine Einwohnerzahl von 5 ermittelt.